# Gonatozygon leiodermum
Gonatozygon leiodermum là một loài Song tinh tảo trong họ Mesotaeniaceae, thuộc chi Gonatozygon.